# Logisticus proboscideus
Logisticus proboscideus là một loài bọ cánh cứng trong họ Cerambycidae.